# Mrčići
Mrčići es un pueblo ubicado en la municipalidad de Kosjerić, en el distrito de Zlatibor, Serbia.

## Superficie
Posee una superficie de 18,36 kilómetros cuadrados.

## Demografía
Hasta 2011 la población era de 258 habitantes, con una densidad de población de 14,05 habitantes por kilómetro cuadrado.